# Let Us Be Gay
Let Us Be Gay is een Amerikaanse film uit 1930 onder regie van Robert Z. Leonard. De film is gebaseerd op het gelijknamige toneelstuk uit 1929 van Rachel Crothers.

## Verhaal
Katherine ‘Kitty’ Brown is de toegewijde echtgenote van de egocentrische Bob en dient voornamelijk als een hulp in het huishouden. Ze houdt veel van haar man, maar hij heeft meer interesse in zijn blonde minnares. Als zij tot de ontdekking komt dat haar man vreemdgaat, aarzelt ze geen moment en vraagt een scheiding aan. Na de scheiding begint ze zich modieus te kleden en verzorgt haar uiterlijk goed om in de smaak te vallen bij andere mannen.
Er gaan drie jaren voorbij. Mevrouw 'Bouccy' Bouccicault, die ze heeft leren kennen in Parijs, schakelt haar hulp in om haar kleindochter Madge's verhouding met een man te verbreken. Bouccy vreest dat de affaire het leven van haar kleindochter kan ruïneren, omdat ze al verloofd is met een man genaamd Bruce. Kitty besluit haar te helpen en komt tot de schrikbarende ontdekking dat deze minnaar haar ex-man Bob is. Hij wordt opnieuw verliefd op haar en geeft zijn verhouding met Madge op om haar voor zich terug te winnen.

## Rolbezetting
| Acteur          | Personage                    |
| --------------- | ---------------------------- |
| Norma Shearer   | Katherine ‘Kitty’ Brown      |
| Marie Dressler  | Mevrouw 'Bouccy' Bouccicault |
| Rod La Rocque   | Bob Brown                    |
| Gilbert Emery   | 'Towney' Townley             |
| Hedda Hopper    | Madge Livingston             |
| Raymond Hackett | Bruce Keane                  |
| Sally Eilers    | Diane                        |
| Tyrell Davis    | Wallace Granger              |

## Achtergrond
Het toneelstuk waar de film op gebaseerd is, ging op 19 februari 1929 in première op Broadway en haalde tot en met december 1929 353 voorstellingen. Deze verfilming moest in een korte periode gemaakt worden, omdat hoofdrolspeelster Norma Shearer pas had ontdekt zwanger te zijn. Haar groeiende buik werd voor het merendeel bedekt achter decorstukken als tafels. Ook droeg ze strakke korsetten om de omvang van haar buik te verbergen. De moeder van haar echtgenoot Irving Thalberg protesteerde hier groots tegen en beweerde dat ze hiermee de gezondheid van haar baby riskeerde.
Hoewel de film gemengde reacties kreeg van de pers, was het publiek onder de indruk. Hij bracht uiteindelijk meer dan $500.000 op. Shearers vertolking van een sensuele vrouw resulteerde erin dat ze uitgroeide tot een sekssymbool. Wegens het succes werd in Frankrijk de film opnieuw gemaakt, met als titel Soyons gais (1930). Een week na de uitbrengst ging opnieuw een toneelstukversie in première, met Tallulah Bankhead in de hoofdrol. Omdat zowel de film en deze toneelstuk in dezelfde periode werd vertoond en opgevoerd, werd het regelmatig met elkaar vergeleken. In de meeste gevallen kreeg het toneelstuk meer lof.